# ساس‌های سوزنی
ساس‌های سوزنی (نام علمی: Nepidae) نام یک تیره از فروراسته سوزنی‌ریختان است.